# San Miguel Chapultepec (pueblo)
San Miguel Chapultepec fue un pueblo de indios creado en el siglo XVI en las inmediaciones del Cerro de Chapultepec.

## Ubicación
Según investigaciones históricas y arqueológicas el pueblo de San Miguel Chapultepec se ubicó en la zona que comprende la Puerta de los Leones, el Jardín de los Leones, la sede principal de la Secretaría de Salud, el Centro de Cultura Digital y el paradero del Metro Chapultepec. En el llamado Jardín de los Leones existe un monumento erigido a Felipe Santiago Xicoténcatl, en el sitio donde murió, la iglesia del pueblo tras la  Batalla de Chapultepec de 1847. 

## Historia
La ocupación humana de la zona de Chapultepec se remonta al periodo preclásico mesoamericano.  Se tiene registro documental de la petición de fundación del pueblo de indios de San Miguel Chapultepec en 1523, época en la que se habría iniciado la construcción de una iglesia dedicada a San Miguel Arcángel. Evidencia arqueológica indica que entre las actividades económicas a las que se dedicó la población de San Miguel Chapultepec estuvo la de la pesca, dado el entorno lacustre en el que estaba localizado, en las orillas del Lago de Texcoco. La fragmentación del pueblo comenzaría con distintas obras urbanas del siglo XIX como la construcción del Paseo de la Emperatriz —hoy Paseo de la Reforma— y el establecimiento de la Hacienda de la Teja, misma a la que le fueron entregados terrenos del pueblo, entre otros hechos.
La colonia San Miguel Chapultepec, fraccionada y establecida a partir de 1886 tomó su nombre, pero no guarda relación directa con el pueblo, mismo que desaparecería completamente en el siglo XX tras el trazado de nuevas vialidades, el establecimiento del edificio de la entonces Secretaría de Salubridad e Higiene —hoy Secretaría de Salud— a cargo de Carlos Obregón Santacilia en 1925 y la ampliación del Bosque de Chapultepec determinada por decreto de Lázaro Cárdenas así como las obras de la Línea 1 del Metro de la Ciudad de México.